# Atbara (řeka)
Atbara (anglicky Atbarah River) je řeka v Etiopii a v Súdánu. Je pravým přítokem Nilu. Je 805 km dlouhá. Povodí má rozlohu asi 69 000 km².

## Průběh toku
Pramení na severu Etiopské vysočiny severně od jezera Tana. Protéká převážně Súdánskou planinou a jako pravostranný přítok se vlévá u města Atbara do řeky Nil. Řeka je posledním významnějším přítokem Nilu, který teče dále k severu přes území severního Súdánu a Egypta.

### Větší přítoky
Největším přítokem Atbary je řeka Tekeze, která odvodňuje sever Etiopie, malou část Eritreje a Súdánu.

## Vodní režim
Průměrný průtok u ústí činí 359 m³/s. Atbara obohacuje průtok Nilu v období dešťů (červenec až listopad). Nejvyššího stavu vody dosahuje pravidelně v průběhu měsíce srpna. Při nízkých stavech vody, které jsou po převážnou část roku, vysychá a do Nilu nedotéká. Voda obsahuje přibližně 200 mg/l rozpuštěných látek. Kalnost vody silně vzrůstá při písečných bouřích.
Průměrné měsíční průtoky řeky ve stanici Kilo 3 (nedaleko ústí) v letech 1912 až 1982: